# 下宮之難
下宮之難，发生在春秋时代的晋国，是晋国世族趙氏被陷害滅亡，而趙武復興趙氏的故事。被改編成了著名小說、戲劇、电影《赵氏孤儿》。

## 《史记》版本
晋景公三年（前597年）晋国大夫趙盾世族被屠岸贾陷害灭门，屠岸賈說趙盾弑其君，要殺他滿門， 当时赵盾已经病逝，其子趙朔、其弟赵同、赵括、赵婴齐全部被杀。只有赵朔的妻子莊姬是晋成公的姊姊，逃入宫中幸免于难。后来莊姬将遗腹子趙武生于宫中，并逃过屠岸贾的搜查。由于怕屠岸贾再搜查，公孙杵臼和程婴商量，让程婴向屠岸贾告发，取他人嬰兒代替趙武，並犧牲了自己。趙武被程婴抚养至十五岁，由韩厥告诉晋景公。晋景公下令，趙武与程婴遍拜诸将，反攻屠岸贾，灭了屠岸氏宗族，恢复了赵家的田园和财产。趙武长大成人後，程嬰为向救孤中死去的故人报告此事，不顾趙武泣求，要去陰間見公孙杵臼，亦自盡身亡。这是《史记·赵世家》记载的著名的赵氏孤儿的故事。

## 《左传》版本
《左传》上并无記載屠岸贾曾參與此事，造就赵孤的元凶是赵武的母亲、赵朔的遗孀莊姬（左传杜预注：莊姬，晋成公之女）。莊姬与趙朔的叔叔赵婴齊私通，赵婴齊被赵同、赵括驱逐到了齐国。前583年，赵莊姬、栾氏（栾书）、郤氏（郤錡）诬陷赵同、赵括谋反，一起被害。韩厥为了报答赵朔之恩，向晋景公推荐赵莊姬与赵朔的儿子赵武承袭赵氏家族。
《左传》与《史记·赵世家》的不同点：
1. 赵朔、赵婴齊没有被杀。
2. 赵莊姬不是受害者，而是加害者。
3. 没有赵氏孤儿最核心的关于屠岸贾、程婴、公孙杵臼的故事。

## 评论
《史记·赵世家》中关于赵氏孤儿的记载是根据战国时期赵国的史料写成，古今很多学者认为这些史料不真实，是赵国君王避讳祖先“下宮之難”的污点，虚构了屠岸贾这个人物，《左传》的记载才能反映事情的真相。一个旁证是赵同、赵括在前597年—前583年之间都有活动的记载，所以他们应该死于前583年，但這已經是《史记·赵世家》记载的赵武复仇之年，若史記記事為真，趙同與趙括死時趙武當在母胎，不可能復仇。
赵翼等学者认为《史记》中的“趙氏孤兒”是一个野史、虚构的显例。在经过精细的考证之后，赵翼指出：“屠岸贾之事，出于无稽，而迂之于采遮，荒诞不足凭也。《史记》诸世家多取《左传》《國語》以为文，独此一事不用二书，而取异说。”